# Crosby (North Dakota)
Crosby er en amerikansk by og administrativt centrum for det amerikanske county Divide County i staten North Dakota. I 2000 havde byen et indbyggertal på 1.089.

## Ekstern henvisning
- Crosbys hjemmeside (engelsk)

48°54′45″N 103°17′41″V / 48.9125°N 103.2947°V